# Bruce Cale
Bruce Cale (* 17. února 1939) je australský jazzový kontrabasista. Svou profesionální kariéru zahájil v roce 1958 v Sydney. V letech 1962 až 1965 spolupracoval s klavíristou Brycem Rohdem. Následně se usadil v Anglii, kde spolupracoval například s Tubbym Hayesem. Roku 1966 získal stipendium a odešel studovat na Berklee College of Music. Ve Spojených státech zůstal do roku 1977, kdy se vrátil do Sydney. V osmdesátých letech vedl vlastní orchestr. Později se věnoval skládání klasické hudby, ale následně se opět vrátil k jazzu.